# 돈을 갖고 튀어라 (1995년 영화)
《돈을 갖고 튀어라》는 1995년 개봉한 대한민국의 영화이다. 김상진 감독의 데뷔작이다.

## 줄거리
남의 동원예비군 훈련을 대신 받아주고 일당을 받지만 거의 백수 건달인 천달수(박중훈)가 자신의 통장에 1백억원이 입금된 뒤 외상술값을 받기 위해 동행한 작부 김은지(정선경)와 벌이는 해프닝으로 짜여 있다. 알고 보니 그 돈은 전직 대통령의 세탁을 거친 비자금쯤 되고, 살벌한 추격전이 벌어진다. 목숨이 왔다 갔다 하는 판인데도 전혀 그런 심각하고 안타까운 기분이 들지 않는 이유는 작품 전면에 흐르고 있는 코믹성 때문이다. 관객들은 웃느라 정신이 없을 정도다. 전직 대통령의 전직 실장쯤 되는 사내(최종원)의 잦은 권총 꺼내기와 악쓰기만 빼면 영화 속 인물들의 행동이며 표정, 그리고 대사 등이 모두 지극히 자연스러운 '세련된' 웃음을 불러일으킨다. 그 세련됨은 황당하거나 억지스런 웃음이 아니라는 뜻이고, 섬세한 그리하여 흔히 간과해 버리기 쉬운 사소한 일상사의 리얼리티를 충분히 살려냄으로써 비로소 가능해진다. 예비군 훈련장에서 돈치기를 하는데, 싹쓸이하게 된 달수는 말한다. "아니, 치사하게 50원짜리 낸 사람이 누구입니까?"라고. 또 식사 중에 "왜 비닐을 까냐?"고 묻는 옆사람에게 그 이유를 설명한 뒤 "동원훈련 처음 받아보나!"라며 혼잣말로 비꼰다. 그런 유머러스함은 그 외에도 달수 아버지(박인환)와 은지, 킬러인 장하사(명계남)와 뱁새(김승우), 심지어 중국집 종업원에게서까지 터져나온다. 그 중 장하사의 "큰일에 파출소 순경 오는 것 봤냐?"라는 대사는 세태풍자의 대사로서 특히 기억할만하다.

## 캐스팅

### 주연
- 박중훈 : 천달수 역
- 정선경 : 김은지 역

### 조연
- 명계남 : 장 하사 역
- 김승우 : 뱁새 역
- 박인환 : 달수 부 역
- 박예숙 : 달수 모 역
- 최종원 : 서 실장 역
- 권병길 : 영섭 역

### 단역
- 서준영 : 김 부장 역
- 안진수 : 지점장 1 역
- 양택조 : 지점장 2 역
- 임해림 : 노인 역
- 조선묵 : 황 부장 역
- 김일우 : 중고차 상인 역
- 한태일 : 지배인 역
- 이두일 : 석두 역
- 전수경 : 선아 역
- 이숙 : 마담 역
- 김성진 : 소매치기 역
- 김왕근 : 중국집 보이 역
- 최선중 : 달수 친구 1 역
- 이문식 : 달수 친구 2 역
- 나갑성 : 중간 보스 1 역
- 오희찬 : 중간 보스 2 역
- 김준영 : 중간 보스 3 역
- 한춘희 : 시골 주민 1 역
- 남정희 : 시골 주민 2 역
- 이원준 : 순경 역
- 박주희 : 룸싸롱 여 1 역
- 최선희 : 룸싸롱 여 2 역
- 구희정 : 룸싸롱 여 3 역
- 전선영 : 룸싸롱 여 4 역
- 조은상 : 오렌지 남 역
- 김형혜 : 오렌지 여 역
- 신지은 : 피아노 역
- 김선아 : 조직원 1 역
- 우승봉 : 조직원 2 역
- 김성수 : 조직원 3 역
- 김범규 : 조직원 4 역
- 이기호 : 조직원 5 역
- 이무룡 : 행동대 1 역
- 김경민 : 행동대 2 역
- 오형진 : 행동대 3 역
- 최명호 : 행동대 4 역
- 박경환 : 행동대 5 역
- 이영국 : 행동대 6 역
- 엄윤희 : 여행원 역
- 이윤화 : 다방 레지 역
- 최일순 : 예비군 역
- 이승훈  : 방위 역
- 전홍렬 : 호텔 직원 역

## 제작진
- 감독 : 김상진
- 조감독 : 서민영, 장규성
- 연출부 : 윤성호, 이주연
- 스크립터 : 김유진
- 각본 : 원동연, 계윤식, 김만곤
- 각색 : 박계옥
- 촬영감독 : 진영호
- 촬영부 : 이기원, 김정일, 김용철, 서영민
- 조명감독 : 박현원
- 조명부 : 박종환, 박민, 오승철, 문형준, 조기태
- 스틸 : 윤진호, 한미진
- 기획 : 지미향
- 제작 : 차승재
- 프로듀서 : 김선아
- 제작부장 : 백지원, 김동욱
- 제작진행 : 김정수
- 동시녹음 : 김동의
- 음향 : 블루캡
- 사운드슈퍼바이저 : 김석원
- 음악 : 최만식
- 소품 : 김태욱, 이종국
- 특수효과 : 김철석
- 의상 : 김유선, 이승현
- 분장 : 정혜지, 고민영, 최현정
- 편집 : 김현
- 네가편집 : 경민호, 최윤정
- 무술감독 : 박주일
- 현상 : 세방현상소
- 색보정 : 한광동
- 마케팅 : 이현순
- 사운드에디터 : 최낙권, 이준호, 김종웅
- 녹음팀 : 강봉성, 선훈, 변희철, 이호원, 조남길
- 포스터 : 조진만
- 수중촬영 : 시네마서울
- 스테디캠 : 여경보
- 탑차 : 정상도
- 발전차 : 천병진
- 컴퓨터애니메이션 : 제로원픽쳐스
- 옵티칼 : 윤종두
- 매그넘 : 대원영상
- 슈퍼크레인 : 코리아이벤트
- 특수차량 : 금호상사
- 광고디자인 : 씨네라인

## 흥행 순위
|  | 1996년도 한국영화 흥행순위 TOP 10 (서울 관람객 기준) |

| 순위 | 영화 제목        | 관객수(명) | 개봉일     | 비고 |
| ---- | ---------------- | ---------- | ---------- | ---- |
| 1    | 투캅스 2         | 636,047    | 1996.04.27 |      |
| 2    | 은행나무 침대    | 452,580    | 1996.02.17 |      |
| 3    | 꽃잎             | 213,979    | 1996.04.05 |      |
| 4    | 귀천도           | 200,570    | 1996.10.12 |      |
| 5    | 박봉곤 가출 사건 | 170,328    | 1996.09.21 |      |
| 6    | 돈을 갖고 튀어라 | 167,108    | 1995.12.16 |      |
| 7    | 리허설           | 160,141    | 1995.12.15 |      |
| 8    | 본 투 킬         | 132,261    | 1996.04.20 |      |
| 9    | 코르셋           | 114,777    | 1996.06.08 |      |
| 10   | 보스             | 101,078    | 1996.07.06 |      |